# 爆轟特徴数の簡易推定法
爆轟特徴数の簡易推定法（ばくごうとくちょうすうのかんいすいていほう）は、爆速・爆轟圧力などの爆轟特徴数 (detomation characteristics) を組成と化学構造から理論的に推定する方法である。
実在する爆薬64種類の推定値と実測値との比較では、95％が誤差5％以内に収まる。　

## 算出
最大密度で爆発したときの爆速D(m/s)と爆轟圧力P(GPa)は、次式で推定できる。
{\displaystyle D={\frac {F-260}{550}}}
{\displaystyle P=9.33D-45.6\ }
{\displaystyle F=\left[100\times {\frac {n(\mathrm {O} )+n(\mathrm {N} )-{\frac {n(\mathrm {H} )}{2n(\mathrm {O} )}}+{\frac {A}{3}}-{\frac {n(\mathrm {B} )}{1.75}}-{\frac {n(\mathrm {C} )}{2.5}}-{\frac {n(\mathrm {D} )}{4}}-{\frac {n(\mathrm {E} )}{5}}}{M_{\mathrm {W} }}}\right]-G}
- MW=分子量
- G=液体爆薬の場合は0.4、固体爆薬の場合は0。
- A=化合物が芳香族の場合は1、それ以外は0。
- n(O)=酸素原子数
- n(N)=窒素原子数
- n(H)=水素原子数
- n(B)=爆発反応の後に余った酸素の原子数、酸素不足の場合は0とする。
- n(C)=炭素に直接二重結合している酸素原子の数
- n(D)=炭素に直接単結合している酸素原子の数
- n(E)=硝酸エステル基の数、あるいは硝酸塩の数

## 実測値と推定値との比較
| 爆薬 | 実測爆速 | 推定爆速 |
| ---- | -------- | -------- |
| HMX  | 9140     | 9050     |
| RDX  | 8850     | 8950     |
| TNT  | 6960     | 6670     |